# Malaiologie
Die Malaiologie („Malaienkunde“) ist ein wissenschaftliches Fachgebiet, das sich mit der Philologie der malaiischen Sprache und mit den Kulturen der Völker des malaiischen Kulturraumes beschäftigt, der heute die Staaten Indonesien, Malaysia, Brunei sowie Singapur umfasst. Wesentliche Überschneidung gibt es mit der Indonesistik als Wissenschaft von den Sprachen und Kulturen Indonesiens.
Im Mittelpunkt des Fachgebietes steht die Erforschung der malaiischen Sprache mit ihren Standardvarietäten Bahasa Indonesia (Amtssprache in Indonesien) und Bahasa Malaysia (Amtssprache in Malaysia). Die Malaiologie ist ein Teilgebiet der Austronesistik, welche die vornehmlich im pazifischen Raum beheimateten austronesischen Sprachen behandelt, sowie der Südostasienwissenschaften als interdisziplinären Regionalstudien zum südostasiatischen Raum, zu dem auch die malaiischsprachigen Länder gehören.
An der Universität zu Köln rief Irene Hilgers-Hesse, die erste habilitierte Malaiologin, 1962 den Malaiologischen Apparat am Orientalischen Seminar ins Leben. An der Universität Hamburg wird Indonesisch im Rahmen des Bereichs Austronesistik (früher Seminar für Indonesische und Südseesprachen) in der Abteilung für Sprachen und Kulturen Südostasiens des Asien-Afrika-Instituts gelehrt. Malaiologie/Indonesistik ist ein Schwerpunkt des Bereichs Südostasienwissenschaften am Institut für Ostasiatische Philologien der Goethe-Universität Frankfurt am Main. An der Friedrich-Schiller-Universität Jena wurde der Lehrstuhl für Indonesistik 2003 aufgehoben.
In den Niederlanden wurde die Indonesistik traditionell als „Indologie“ bezeichnet (wegen der historischen Bezeichnung Indonesiens als Niederländisch-Indien). Aufgrund der Kolonialgeschichte hat sie eine lange Tradition an der Universität Leiden und dem ebenfalls in Leiden beheimateten Koninklijk Instituut voor Taal-, Land- en Volkenkunde (KITLV).
Ein wichtiges Zentrum der Malay Studies in Südostasien ist die National University of Singapore. Die SOAS University of London gibt als Fachzeitschrift Indonesia and the Malay World heraus.